# Scott Davis (cyclisme)
Pour les articles homonymes, voir Davis.
Scott Davis, né le 22 avril 1979 à Bundaberg, est un coureur cycliste australien, passé professionnel en 2003. Son frère, Allan Davis est également coureur professionnel. Il abandonne le cyclisme professionnel à l'issue de la saison 2010.

## Palmarès sur route

### Par années
- 1999
  - 1re étape du Tour de Tasmanie
- 2001
  - 3e du Tour du Japon
- 2002
  - 2e du Gran Premio di Poggiana
  - 3e du Baby Giro
- 2009
  - 8e étape du Tour of Gippsland

### Résultats sur les grands tours

#### Tour d'Italie
3 participations 
- 2003 : hors délais (18e étape)
- 2004 : 90e
- 2006 : 65e

#### Tour d'Espagne
2 participations 
- 2006 : 91e
- 2007 : 77e

### Classements mondiaux
| Année           | 2005  |
| --------------- | ----- |
| UCI Europe Tour | 1192e |

## Palmarès sur piste

### Championnats du monde juniors
- 1997
  -  Champion du monde de poursuite par équipes juniors (avec Michael Rogers, Graeme Brown et Brett Lancaster)